# Alexander Achinioti Jönsson
Alexander Börje Achinioti Jönsson, född 17 april 1996 i Hittarp, är en svensk fotbollsspelare som spelar för Forge FC.

## Karriär
Achinioti Jönsson började spela fotboll i Hittarps IK som fyraåring. Som 15-åring debuterade han i klubbens A-lag och som 16-åring gick han över till Helsingborgs IF.
I mars 2014 skrev Achinioti Jönsson på ett kontrakt fram till 2018 med HIF. Den 5 maj 2014 gjorde han sin allsvenska debut mot AIK. Matchen slutade med en 2–1-bortaförlust för HIF och Achinioti Jönsson byttes in i den 27:e minuten mot Ardian Gashi. I augusti 2017 lånades Achinioti Jönsson ut till Ängelholms FF.
I januari 2018 värvades Achinioti Jönsson av IFK Värnamo, där han skrev på ett tvåårskontrakt. Den 31 januari 2019 värvades Achinioti Jönsson av kanadensiska Forge FC. I februari 2021 förlängde han sitt kontrakt i klubben med ett år. I januari 2024 skrev Achinioti Jönsson på ett nytt flerårskontrakt med Forge FC.

## Karriärstatistik
| Klubb               | Säsong             | Liga                       | Liga    | Liga | Nationell cup | Nationell cup | Övrigt  | Övrigt | Totalt  | Totalt |
| Klubb               | Säsong             | Division                   | Matcher | Mål  | Matcher       | Mål           | Matcher | Mål    | Matcher | Mål    |
| ------------------- | ------------------ | -------------------------- | ------- | ---- | ------------- | ------------- | ------- | ------ | ------- | ------ |
| Helsingborgs IF     | 2014               | Allsvenskan                | 7       | 0    | 2             | 0             | —       | —      | 9       | 0      |
| Helsingborgs IF     | 2015               | Allsvenskan                | 1       | 0    | 1             | 0             | —       | —      | 2       | 0      |
| Helsingborgs IF     | 2016               | Allsvenskan                | 14      | 0    | 3             | 0             | 2       | 0      | 19      | 0      |
| Helsingborgs IF     | 2017               | Superettan                 | 15      | 0    | 4             | 0             | —       | —      | 19      | 0      |
| Helsingborgs IF     | Totalt             | Totalt                     | 37      | 0    | 10            | 0             | 2       | 0      | 49      | 0      |
| HIF Akademi (lån)   | 2015               | Division 2 Västra Götaland | 7       | 1    | 0             | 0             | —       | —      | 7       | 1      |
| HIF Akademi (lån)   | 2016               | Division 2 Västra Götaland | 1       | 0    | 0             | 0             | —       | —      | 1       | 0      |
| HIF Akademi (lån)   | Totalt             | Totalt                     | 8       | 1    | 0             | 0             | —       | —      | 8       | 1      |
| Ängelholms FF (lån) | 2017               | Division 1 Södra           | 3       | 0    | 0             | 0             | —       | —      | 3       | 0      |
| IFK Värnamo         | 2018               | Superettan                 | 27      | 4    | 3             | 1             | 2       | 1      | 32      | 6      |
| Forge FC            | 2019               | Canadian Premier League    | 25      | 0    | 2             | 0             | 2       | 0      | 29      | 0      |
| Forge FC            | 2020               | Canadian Premier League    | 11      | 3    | 1             | 0             | 4       | 0      | 16      | 3      |
| Forge FC            | 2021               | Canadian Premier League    | 27      | 1    | 2             | 0             | 7       | 0      | 36      | 1      |
| Forge FC            | 2022               | Canadian Premier League    | 30      | 1    | 2             | 0             | 2       | 0      | 34      | 1      |
| Forge FC            | 2023               | Canadian Premier League    | 29      | 0    | 3             | 0             | 0       | 0      | 32      | 0      |
| Forge FC            | 2024               | Canadian Premier League    | 0       | 0    | 0             | 0             | 2       | 0      | 2       | 0      |
| Forge FC            | Totalt             | Totalt                     | 122     | 5    | 10            | 0             | 17      | 0      | 149     | 5      |
| Totalt i karriären  | Totalt i karriären | Totalt i karriären         | 197     | 10   | 23            | 1             | 21      | 1      | 241     | 12     |

1. ↑  Nedflyttningskvalmatcher mot Halmstads BK.[12][13]
2. ↑  Nedflyttningskvalmatcher mot Syrianska FC.[14][15]
3. 1 2 3  Matcher i Concacaf League.
4. 1 2  Matcher i Concacaf Champions Cup.

## Meriter
Forge FC
- Canadian Premier League: 2019, 2020, 2022, 2023